# Du Fu
Dans ce nom, le nom de famille, Du, précède le nom personnel.
Du Fu (chinois : 杜甫 ; Wade-Giles : Tu Fu ; EFEO : Tou Fou ; pinyin : Dù Fǔ), ou Du Shaolíng (chinois : 杜少陵 ; EFEO : Tou Chao-ling ; pinyin : Dù Shàolíng), ou encore Dù Gōngbù (chinois 杜工部), né en 712, mort en 770, est avec Li Bai le plus célèbre poète des Tang.

## Biographie
Du Fu naît en 712 près de Chang'an, la capitale de la dynastie Tang. Mais il passe l'essentiel de sa jeunesse à Loyang, capitale secondaire de l'Est. La poésie est affaire de famille, puisque son grand-père, Du Shenyan, était déjà un poète connu. L'historien Du Yu est en outre l'un de ses lointains ancêtres. À dix-neuf ans, Du Fu parcourt les provinces chinoises : le Jiangsu, le Zhejiang, le Shandong, le Hebei. Il échoue ensuite aux examens impériaux, en 736. À Luoyang, où il réside de 742 à 744, il rencontre le poète Li Bai. Marié, il se rend à Chang'an, mais ne réussit pas dans un premier temps à obtenir un poste dans l'administration impériale. Il écrit à cette époque un poème dans lequel il décrit la misère qui est la sienne, et évoquant celle des gens du peuple qui est encore pire,.
Lorsqu'il obtient enfin un poste, dans une ville proche de la capitale, la rébellion de An Lushan éclate et Chang'an est prise par les rebelles. C'est à la vue de la ville occupée qu'il écrit son poème Vision de printemps. Il rejoint la cour en exil deux ans plus tard. Après la défaite des rebelles et l'accession au trône du nouvel empereur, Suzong, Du Fu occupe auprès de la cour le poste de censeur. Mais il prend la défense d'un collègue, ce qui lui vaut d'être nommé à un poste subalterne et lointain. Il démissionne alors, en 760, et part pour le Sichuan. Il y devient le secrétaire du gouverneur de la province. Les poèmes qu'il écrit à cette époque ont surtout pour thème la nature. Après la mort de Yan Wu en 765, le gouverneur du Sichuan, Du Fu réside dans plusieurs villes de cette province, dont Guizhou (aujourd'hui Baidi) durant deux ans. Dans cette dernière ville, il écrit plus du quart des poèmes qui nous sont restés. Malade, sans ressources, il meurt alors qu'il est en route pour la province du Hunan en 770,.

## Œuvre
Contrairement à celle de Li Bai, davantage tournée vers le passé, l'œuvre de Du Fu adopte des genres nouveaux, introduit dans la poésie des thèmes liés à la vie quotidienne, comme dans Chanson sur ma chaumière abîmée par le vent d'automne, et fait appel à la responsabilité sociale du poète. Il dénonce dans ses poèmes, comme dans la Ballade des chars de guerre, les injustices de son temps, conformément à l'idéal confucianiste.
[…] Insatiable dans ses projets d'agrandissement,

L'Empereur n'entend pas le cri de son peuple.

En vain des femmes courageuses ont saisi la bêche et conduisent la charrue ;

Partout les ronces et les épines ont envahi le sol désolé.

Et la guerre sévit toujours, et le carnage est inépuisable,

Sans qu'il soit fait plus de cas de la vie des hommes, que de celle des poules et des chiens […].
La poésie de Du Fu est celle d'un homme plein de compassion, à la fois pour les êtres et pour les choses, à l'image de son caractère, généreux et désintéressé, et la misère de l'époque que son œuvre évoque est le reflet de celle qu'il a personnellement connue. Du Fu est un maître dans le genre du « poème régulier » (lü shi (en)). Il s'est montré en outre novateur par l'introduction dans la poésie de thèmes liés à la vie quotidienne, dont la vie familiale. Nombre de ses poèmes évoquent sa femme et ses enfants. Il est aussi le premier à avoir composé des poèmes inspirés par des peintures (ti-hua shi), genre repris plus tard par Su Dongpo et Huang Tingjian.

## Postérité
La première édition des œuvres de Du Fu date de 1039 et comprend plus de mille quatre cents poèmes. Du Fu doit sa célébrité en particulier à ses quatrains, au nombre de cent quarante, largement imités sous la dynastie Song.

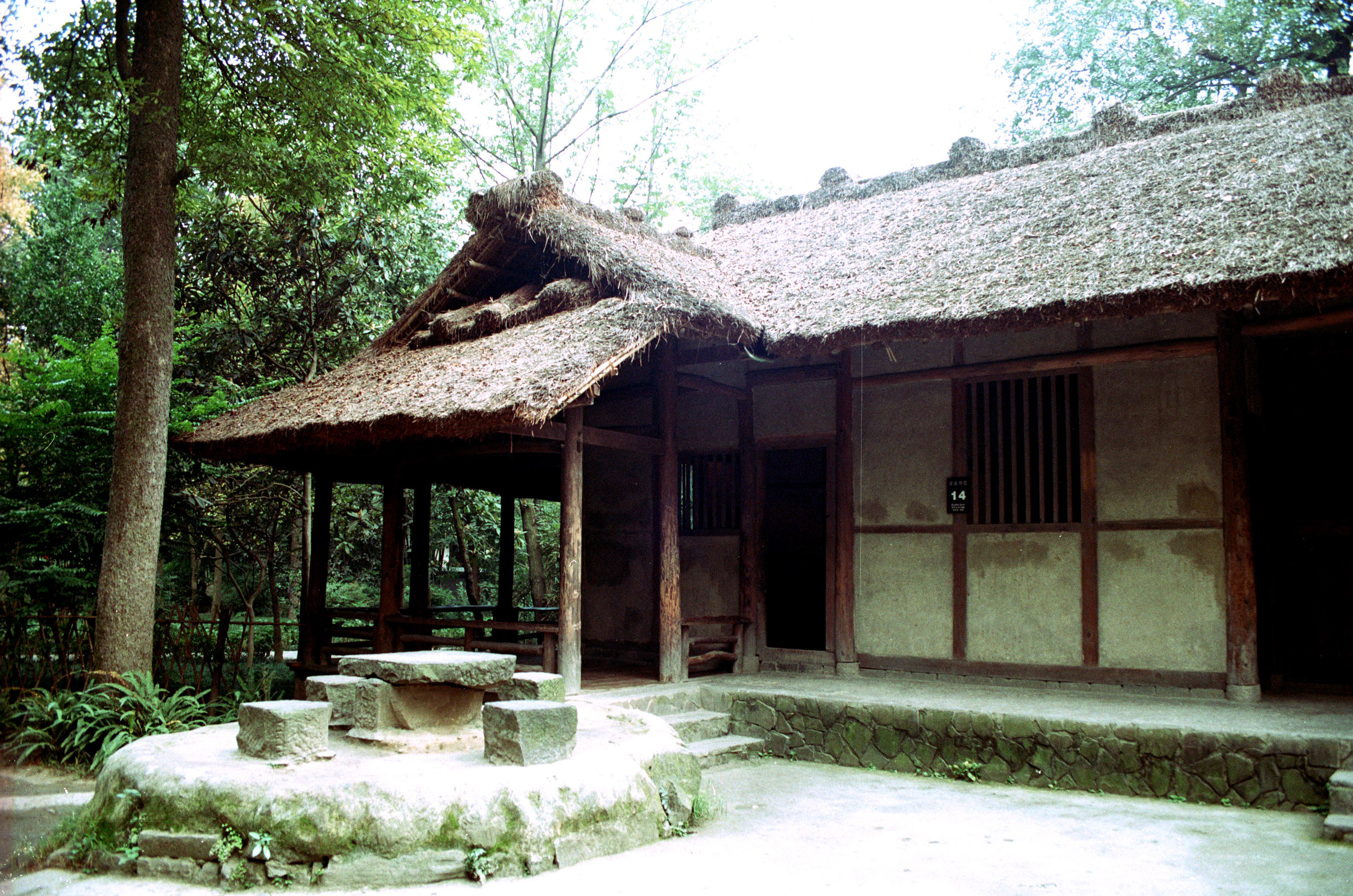
Reconstitution de la chaumière de Du Fu, près de Chengdu.

On peut aujourd'hui visiter à proximité de Chengdu, dans le Sichuan, une reconstruction de la chaumière où il vécut vers 760.

### Traductions
- Poésies de l'époque des Thang, tr. marquis d'Hervey-Saint-Denys, Amyot, 1862, rééd. Champ libre, 1977. [Thou-Fou, p. 73-160]
- Paul Demiéville (dir.), Anthologie de la poésie chinoise, Gallimard, « Poésie », 1962.
- (zh + fr) Du Fu, Il y a un homme errant, bilingue, traduit du chinois et présenté par Georgette Jaeger, Éditions de la Différence, coll. « Orphée », Paris, 1989.
- Poèmes de jeunesse (735-755), Œuvre poétique I, texte établi et traduit par Nicolas Chapuis, Les Belles Lettres, coll. « Bibliothèque chinoise », 2015.
- La Guerre civile (755-759), Œuvre poétique II, texte établi et traduit par Nicolas Chapuis, Les Belles Lettres, coll. « Bibliothèque chinoise », 2018.

Ouvrage jeunesse
- Du Fu, illustrations de Sara, L'Invité arrive, traduit du chinois par Chun-liang Yeh, éd. HongFei, 2014